# Othreis multiscripta
Othreis multiscripta är en fjärilsart som beskrevs av Walker 1857. Othreis multiscripta ingår i släktet Othreis och familjen nattflyn. Inga underarter finns listade i Catalogue of Life.